# The OA
The OA es una serie estadounidense de misterio y drama con elementos de ciencia ficción, sobrenatural y fantasía, que se estrenó en Netflix el 16 de diciembre de 2016, fue creada y producida por Brit Marling y Zal Batmanglij en su tercera colaboración juntos. La primera temporada de la serie consta de ocho episodios, todos dirigidos por Batmanglij y producidos por Plan B Entertainment y Anonymous Content. Marling interpreta a una joven llamada Prairie Johnson, que reaparece después de haber estado desaparecida durante siete años. Prairie ahora se hace llamar «OA» y ha recuperado la visión, a pesar de haber estado ciega antes de su desaparición.
El 8 de febrero de 2017, Netflix renovó la serie para una segunda temporada, cuyo estreno fue el 22 de marzo de 2019 y cuenta con ocho capítulos.
El 5 de agosto de 2019, Netflix anunció que la serie sería cancelada sin un final cerrado.

## Argumento

### Parte 1
La serie se centra en Prairie Johnson, una joven rusa que es adoptada cuando aún es pequeña por una pareja estadounidense. Prairie aparece después de haber estado desaparecida durante siete años. Ahora se hace llamar «OA», tiene unas extrañas cicatrices en su espalda y ha recuperado la vista que perdió antes de su adopción, pero se niega a contar al FBI y a sus padres adoptivos dónde estuvo y cómo recuperó su vista.
Tiene un plan para salvar a las otras personas desaparecidas con las que estuvo, recluta a cinco marginados sociales a quienes cuenta su vida pasada y revela lo sucedido durante su desaparición, les pide su ayuda asegurando que puede rescatar a los otros desaparecidos abriendo un portal a otra dimensión.

### Parte 2
Prairie Johnson ha viajado con rotundo éxito a la dimensión alternativa para reencontrarse con las personas con las que estuvo secuestrada, Homer, Scott, Rachel y Renata, dándose cuenta de que han sido capturados nuevamente por Hap, ahora el Dr. Percy, dentro de un hospital psiquiátrico que él maneja. Ahora OA vive en la Isla del Tesoro, su nombre de nacimiento es Nina Azarova, nunca tuvo aquel accidente de carretera en el que perdió la vista por medio de su ECM, tampoco fue adoptada por Nancy y Abel y, por lo tanto, jamás fue secuestrada por Hap. En esta nueva vida en la que no entiende qué transcurrió a su alrededor e intenta hallar respuestas, OA tiene presente que todas las personas que conoció en el pasado están viviendo otra realidad de sí mismos. Mientras tanto, trata de abrirle los ojos a Homer, quien ahora es un doctor especialista en psiquiatría, con una vida completamente diferente a la de la dimensión pasada.
Karim Washington es un investigador privado que viaja a la Isla del Tesoro para descubrir qué sucedió con Michelle Vu, una joven vietnamita que fue secuestrada por un juego de realidad virtual propietario de CURI, una organización que tiene como objetivo analizar los sueños de sus pacientes y ver qué cada uno de ellos conforma un rompecabezas para analizar predicciones. En todo este proceso, Karim conoce y ayuda a Prairie a escapar del hospital psiquiátrico prometiéndole dar con el paradero de Michelle Vu, y ella por su parte intentará hacer lo que sea posible para liberar a sus amigos y descubrir quién es realmente Nina Azarova.

## Reparto
| - Brit Marling como Prairie Johnson «The OA» / Nina Azarova - Emory Cohen como Homer Roberts. - Scott Wilson como Abel Johnson, es el padre adoptivo de Prairie. - Phyllis Smith como Elizabeth Broderick-Allen «BBA» o «Betty», es una de las amigas de Prairie y quien la ayuda a abrir el portal. - Alice Krige como Nancy Johnson, es la madre adoptiva de Prairie. - Patrick Gibson como Steve Winchell, es alumno de BBA. Es problemático y violento. Es uno de los amigos de Prairie. - Brendan Meyer como Jesse, parte del grupo de los amigos de Prairie. - Brandon Perea como Alfonso Sosa «French», es parte del grupo de Prairie. - Ian Alexander como Buck Vu, es un adolescente transgénero que se convierte en parte del grupo. / Michelle Vu, en la dimensión alternativa, es una joven que desapareció misteriosamente, y es buscada por el investigador Karim. (temporada 1 y 2: Buck y temporada 2: Michelle) - Jason Isaacs como Hunter Aloysius "Hap" Percy, es un científico obsesionado sobre el significado de la vida después de la muerte. Es el carcelero de Prairie, Homer, Rachel, Scott y Renata. Analiza sus ECM (Experiencias cercanas a la muerte). - Irène Jacob como Elodie, una misteriosa mujer que puede viajar entre distintas dimensiones. - Will Brill como Scott Brown, es uno de los amigos de Prairie, con quien estuvo secuestrado. - Sharon Van Etten como Rachel DeGrasso, es la compañera de cubículo de Prairie. En su ECM ella regresó con la habilidad de cantar. - Paz Vega como Renata Duarte, es una cubana que es secuestrada por Homer por orden de Hap. En su ECM adquirió una habilidad musical. - Kingsley Ben-Adir como Karim Washington, es el investigador encargado de descubrir que sucedió con Michelle Vu. (temporada 2) - Liz Carr como Marlow Rhodes (temporada 2). - Vincent Kartheiser como Pierre Ruskin (temporada 2). - Hiam Abbass como Khatun (temporada 1). - Zoey Todorovsky como Nina Azarova, de niña. - Marcus Choi como Mr. Vu - Nikolai Nikolaeff como Roman Azarov, es el padre biológico de Nina / Prairie (temporada 1). - Sean Grandillo como Miles Brekov (temporada 1). - Zachary Gemino como Carlos Sosa (temporada 1). - Stephanie Delaney como Madison Jeffers (temporada 1). - Riz Ahmed como Elias Rahim. - Robert Morgan como Sheriff Stan Markham (temporada 1). - Michael Cumpsty como Leon Citro (temporada 1). - Kathleen Wilhoite como Amy Broderick-Allen, es la prima de BBA (temporada 2). |

## Temporadas
La serie se compone de dos temporadas o partes de ocho episodios cada una, la primera estrenada mundialmente el 16 de diciembre de 2016 y la segunda el 22 de marzo de 2019.

### Parte 1 (2016)
| N.º en serie | N.º en temp. | Título                                                             | Dirigido por   | Escrito por                    | Fecha de lanzamiento original |
| ------------ | ------------ | ------------------------------------------------------------------ | -------------- | ------------------------------ | ----------------------------- |
| 1            | 1            | «Homecoming» «Vuelta a casa»                                       | Zal Batmanglij | Brit Marling y Zal Batmanglij  | 16 de diciembre de 2016       |
| 2            | 2            | «New Colossus» «El nuevo coloso»                                   | Zal Batmanglij | Melanie Marnich                | 16 de diciembre de 2016       |
| 3            | 3            | «Champion» «Campeón»                                               | Zal Batmanglij | Brit Marling y Dominic Orlando | 16 de diciembre de 2016       |
| 4            | 4            | «Away» «Ola» «Lejos»                                               | Zal Batmanglij | Ruby Rae Spiegel               | 16 de diciembre de 2016       |
| 5            | 5            | «Paradise» «Paraíso»                                               | Zal Batmanglij | Brit Marling y Zal Batmanglij  | 16 de diciembre de 2016       |
| 6            | 6            | «Forking Paths» «Senderos que se bifurcan» «Caminos que se cruzan» | Zal Batmanglij | Melanie Marnich                | 16 de diciembre de 2016       |
| 7            | 7            | «Empire of Light» «El imperio de las luces» «El imperio de la luz» | Zal Batmanglij | Brit Marling y Zal Batmanglij  | 16 de diciembre de 2016       |
| 8            | 8            | «Invisible Self» «Mi yo invisible» «El ser invisible»              | Zal Batmanglij | Brit Marling y Zal Batmanglij  | 16 de diciembre de 2016       |

### Parte 2 (2019)
| N.º en serie | N.º en temporada | Título                                                 | Dirigido por     | Escrito por                            | Fecha de lanzamiento original |
| ------------ | ---------------- | ------------------------------------------------------ | ---------------- | -------------------------------------- | ----------------------------- |
| 9            | 1                | "Ángel de la muerte" "Angel of Death"                  | Zal Batmanglij   | Brit Marling y Zal Batmanglij          | 22 de marzo de 2019           |
| 10           | 2                | "Isla del tesoro" "Treasure Island"                    | Zal Batmanglij   | Damien Ober y Nicki Paluga             | 22 de marzo de 2019           |
| 11           | 3                | "Espejo mágico" "Magic Mirror"                         | Andrew Haigh     | Nicki Paluga y Dominic Orlando         | 22 de marzo de 2019           |
| 12           | 4                | "SYZYGY" "SYGYZY"                                      | Zal Batmanglij   | Brit Marling y Zal Batmanglij          | 22 de marzo de 2019           |
| 13           | 5                | "La médium y el ingeniero" "The Medium & The Engineer" | Zal Batmanglij   | Brit Marling, Damien Ober y Henry Bean | 22 de marzo de 2019           |
| 14           | 6                | "Espejito, espejito" "Mirror Mirror"                   | Andrew Haigh     | Dominic Orlando y Claire Kieche        | 22 de marzo de 2019           |
| 15           | 7                | "Nina Azarova" "Nina Azarova"                          | Anna Rose Holmer | Brit Marling y Henry Bean              | 22 de marzo de 2019           |
| 16           | 8                | "Panorama" "Overview"                                  | Zal Batmanglij   | Brit Marling & Zal Batmanglij          | 22 de marzo de 2019           |